# Aagaardia triangulata
Aagaardia triangulata är en tvåvingeart som beskrevs av Ole Anton Saether 2000. Aagaardia triangulata ingår i släktet Aagaardia och familjen fjädermyggor.
Artens utbredningsområde är Turkiet. Inga underarter finns listade i Catalogue of Life.